# کروناویروس در بارداری

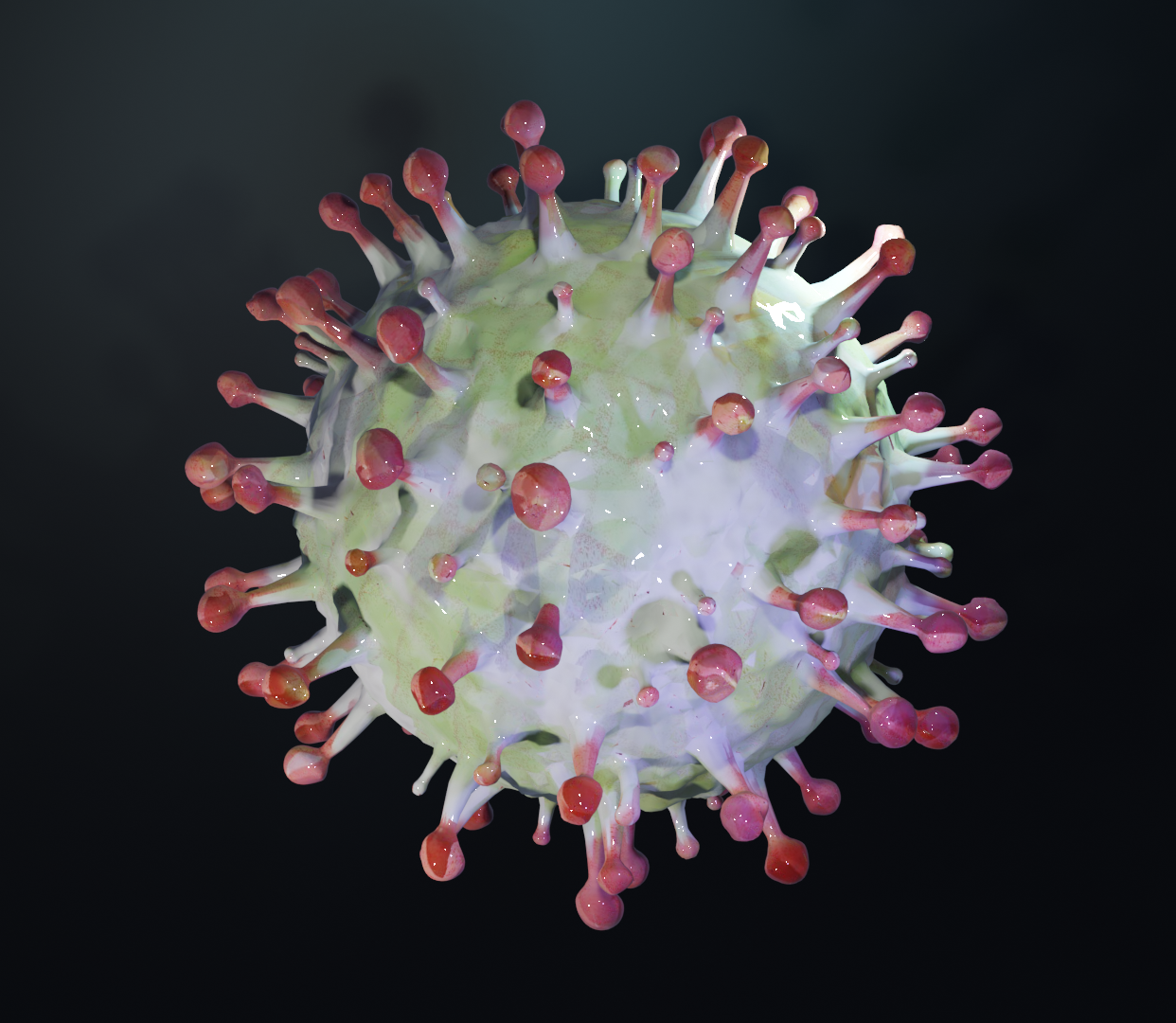
کروناویروس در بارداری

عوارض و اثرات ویروس کرونا بر بارداری به دلیل کمبود اطلاعات قابل اعتماد هنوز کاملاً مشخص نیست. پیش‌بینی‌های مبتنی بر عفونت‌های مشابه مانند SARS و MERS نشان می‌دهد که زنان باردار در معرض خطر بیشتری نسبت به کرونا ویروس هستند. اما یافته‌های علمی تا به امروز نشان می‌دهد که علائم بالینی کووید-۱۹ در زنان باردار مشابه بزرگسالان غیر باردار گزارش شده‌است.
اطلاعات کمی در مورد افزایش خطر سقط در مادران مبتلا به کروناویروس در دسترس است و مطالعات انجام شده در مورد ویروس‌های سارس و مرس رابطه ای بین عفونت و سقط جنین را نشان نمی‌دهد. همچنین هنوز مشخص نیست عوارضی مثل دیابت بارداری، نارسایی قلبی، انعقاد یا فشار خون در زنان باردار چقدر خطر کرونا را مانند بیماری‌های زمینه ای در افراد عادی افزایش خواهد داد.

## نتایج مطالعات
شواهد کمی وجود دارد که بتوانند موارد مختلف در مورد ماهیت عفونت کووید-۱۹ را در بارداری مشخص نمایند.

### بارداری
مثلاً مطالعه ای بر روی ۹ زن مبتلا به ویروس در سه‌ماهه سوم بارداری از ووهان چین نشان داد که آن‌ها تب (در شش نفر از ۹ بیمار)، درد عضلانی (در سه نفر)، گلو درد (در دو مورد) و ناراحتی (در دو مورد) را تجربه کردند. پریشانی جنین نیز در دو مورد گزارش شد. هیچ‌یک از زنان به ذات الریه شدید مبتلا نشدند یا فوت نکردند. همه آن‌ها حاملگی خود را ادامه دادند و هیچ نوع احساس خفگی یا تنگی نفس شدید در نوزادان آن‌ها مشاهده نشد. همچنین نمونه‌های شیر مادر، مایع آمنیوتیک، خون بند ناف و سواب گلو نوزاد برای SARS-CoV-2 آزمایش شد و خوشبختانه همه نتایج منفی بود.

### زایمان
اطلاعات محدودی در مورد پیامدهای کروناویروس در زایمان وجود دارد. در یک مطالعه گزارش شد که کووید -۱۹ در بارداری ممکن است خطر زایمان زودرس را افزایش دهد. درحال حاضر زایمان زودرس به عنوان پیامد اصلی ذات الریه ویروس کرونا در دوران بارداری در نظر گرفته می‌شود. نتایج مطالعه UKOSS نیز نشان داد که میانگین سن حاملگی در افراد مبتلا به کرونا هنگام تولد ۳۸ هفته بوده‌است و ۲۷٪ از زنان مورد مطالعه دارای زایمان زودرس هستند. از این تعداد، ۴۷٪ موارد مداخلات پزشکی به دلیل کاهش خطر برای سلامت مادر و ۱۵٪ به دلیل کاهش خطر برای جنین بوده‌است.

### جنین
در حال حاضر هیچ نتیجه ای برای افزایش خطر سقط جنین یا از دست دادن بارداری به‌خصوص در اوایل بارداری در مادران مبتلا به کروناویروس وجود ندارد. همچنین نتایج مطالعات اولیه هیچ مدرکی برای انتقال کووید-۱۹ از مادر به کودک در اواخر بارداری گزارش ندادند. اما گزارش‌های اخیر نشان می‌دهد که انتقال در برخی موارد رخ می‌دهد. گفته می‌شود معمولاً انتقال بعد از زایمان از راه‌های تماسی اتفاق می‌افتد.
با این حال مثلاً در بدن یک نوزاد دختر تازه متولد شده از مادری مبتلا به کروناویروس، دو ساعت پس از تولد سطح IgM افزایش یافت، که نشان می‌دهد وی در رحم آلوده شده‌است. با این حال تحقیقات بیشتری لازم است تا مشخص شود که آیا ویروس از جفت عبور کرده و در رحم جنین را مبتلا می‌کند یا خیر؟ بنابراین مهم‌ترین کار در بارداری انجام اقدام‌های لازم از طرف مادر و مصون ماندن مادر نسبت به ویروس کرونا می‌باشد.

## توصیه‌های بهداشتی
هیچ راهی برای اطمینان صد درصد برای مصون بودن از خطر ابتلا به کرونا وجود ندارد؛ بنابراین مهم است که خطر را درک کنید و بدانید که چگونه می‌توانید تا آنجا که ممکن است خودتان را از آن دور نگه دارید. به‌طور کلی، هرچه با افراد بیشتری ارتباط برقرار کنید و این ارتباط و تعامل در فواصل نزدیک باشد، خطر ابتلا به کروناویروس و گسترش آن بیشتر می‌شود. در اینجا اقدامات پیشگیرانه ای وجود دارد که شما و افرادی که با آن‌ها زندگی می‌کنید باید حتماً انجام دهید:
تعاملات نزدیک و ارتباط با افراد دیگر را تا آنجا که ممکن است محدود کنید.
هنگام بیرون رفتن یا تعامل با دیگران در خارج از خانه، حتماً از ماسک استفاده کنید. توجه داشته باشید که استفاده از ماسک جایگزین سایر اقدامات پیشگیری روزمره مانند شستن مرتب دست‌ها و پرهیز از تماس نزدیک با افراد دیگر نیست.
حتماً افرادی که با شما در ارتباط هستند باید از ماسک استفاده کنند.
در خانه خودتان نیز حداقل ۱٫۸ متر یا دو متر از دیگران فاصله داشته باشید.
دست‌ها را چند مرتبه در روز و هر بار حداقل به مدت ۲۰ ثانیه با آب و صابون بشویید. اگر آب و صابون در دسترس نیست، از یک ضد عفونی کننده دست با الکل حداقل ۶۰٪ استفاده کنید.
از فعالیت‌هایی که ممکن است اقدامات حفاظتی را دشوار کند و باعث شود نتوانید فاصله اجتماعی را حفظ کنید، خودداری نمایید

### مراقبت از نوزادان تازه متولد شده
هنوز خطرات کووید-۱۹ در نوزادانی که از مادران مبتلا به کروناویروس متولد می‌شوند، ناشناخته است. عفونت‌های ناشی از کروناویروس در نوزادان متولد شده از مادران مبتلا به ندرت اتفاق می‌افتد و نباید نگران باشید. با این حال برخی از نوزادان نیز اندکی پس از تولد نتایج آزمایش کرونای مثبت داشته‌اند. متأسفانه مشخص نیست که این نوزادان دقیقاً در چه زمانی مثلاً در طول بارداری، حین زایمان یا بعد از تولد به دلیل تماس نزدیک با فرد آلوده به ویروس مبتلا شده‌اند.
بیشتر نوزادان تازه متولد شده که دارای کروناویروس هستند، علائم خفیف یا بدون علائم بودند و خود به خود بهبود یافتند. با این حال، چند گزارش در مورد نوزادان تازه متولد شده با بیماری شدید کووید-۱۹ نیز وجود دارد.
برخی از مادرانی که در بارداری به کرونا مبتلا هستند مجبور به زایمان زودرس (یعنی زودتر از هفته ۳۷ بارداری) شدند. اما پزشکان هنوز مطمئن نیستند که دلیل زایمان زودرس کرونا باشد. اگر مبتلا به کرونا بوده و قرنطینه هستید، اقدامات احتیاطی زیر را برای کاهش خطر انتشار ویروس به نوزاد خود انجام دهید:
دستان خود را قبل از نگه داشتن یا مراقبت از نوزاد خود، حداقل ۲۰ ثانیه با آب و صابون بشویید. اگر آب و صابون در دسترس نیست، از یک ضد عفونی کننده دست با الکل حداقل ۶۰٪ استفاده کنید.
از فاصله ۶ متری نوزاد خود، از ماسک استفاده کنید.
نوزاد تازه متولد شده خود را تا حد ممکن بیش از ۲ متر از خود دور کنید.
در مورد استفاده از دستگاه‌های مورد نیاز برای برخی نوزادان نارس بعد از تولد هنگام حضور در بیمارستان، با پزشک خود مشورت کنید.
حتی اگر دوره قرنطینه شما به پایان رسیده‌است، هنوز باید احتیاط کنید و قبل از مراقبت از نوزاد خود، دستانتان را بشویید، اما نیازی به اقدامات احتیاطی دیگر نیست. پس از پایان دوره قرنطینه، به احتمال زیاد ویروس را به نوزاد تازه متولد شده منتقل نخواهید کرد.

### چه زمانی قرنطینه به پایان می‌رسد
بسته به شدت بیماری کرونا و شرایط بدنی هر فرد میزان دوره قرنطینه می‌تواند متفاوت باشد. به‌طور کلی در صورتی می‌توانید قرنطینه را پایان دهید که حداقل موارد زیر را مشاهده کنید:
- ۱۰ روز از ابتدای بروز علائم گذشته باشد.
- ۲۴ ساعت بدون داروهای کاهش دهنده تب، دمای بدنتان پایین باشد.
- سایر علائم کووید-۱۹ در حال بهبود باشند.

اگر هیچ علائمی نداشتید و تنها تست کرونای شما مثبت بوده‌است بعد از ۱۰ روز می‌توانید از قرنطینه خارج شوید.